# Пыхтин, Александр Михайлович
Александр Михайлович Пыхтин (7 декабря 1899 года, с. Троицкое, ныне Беляевский район, Одесская область — 27 апреля 1959 года, Одесса) — советский военный деятель, генерал-майор (1942 год).

## Начальная биография
Александр Михайлович Пыхтин родился 7 декабря 1899 года в селе Троицкое ныне Беляевского района Одесской области.

## Военная служба

### Первая мировая и гражданская войны
В апреле 1919 года был призван в ряды РККА и направлен красноармейцем в Приднепровский советский полк, который вскоре был преобразован в 404-й стрелковый полк (45-я стрелковая дивизия).
В феврале 1920 года был назначен на должность помощника командира взвода в составе отдельного Одесского стрелкового батальона (12-я армия, Южный фронт), после чего принимал участие в боевых действиях против войск под командованием генерала А. И. Деникина, а также в подавлении восстания немцев-колонистов на территории Одесской губернии.

### Межвоенное время
В декабре 1920 года был направлен на учёбу на 39-е пехотные курсы, преобразованную в 13-ю Одесскую пехотную командную школу. По окончании обучения с сентября 1923 года служил на должностях помощника командира взвода и командира взвода дивизионной школы 44-й стрелковой дивизии, дислоцированной в Житомире, а затем на должностях командира взвода полковых школ 132-го, 153-го и 300-го стрелковых полков в составе 44-й, 100-й и 51-й стрелковых дивизий.
С марта 1929 года исполнял должность командира роты 153-го стрелкового полка. С ноября того же года служил в Одесской пехотной школе на должностях курсового командира, командира роты, начальника штаба и командира батальона курсантов. В феврале 1933 года был назначен на должность начальника штаба 7-го Кавказского стрелкового полка (2-я Кавказская стрелковая дивизия), в январе 1936 года — на должность преподавателя тактики в Школе Червонных старшин, дислоцированной в Харькове, в июле 1937 года — на должность командира батальона курсантов и исполняющего должность помощника начальника Объединённой военной школы имени ВЦИК, в апреле 1938 года — на должность начальника Тбилисского пехотного училища, а в октябре 1938 года — на должность начальника Краснодарского пехотного училища, которое вскоре было преобразовано в 1-е Краснодарское пехотное училище.

### Великая Отечественная война
С началом войны находился на прежней должности.
В августе 1941 года был назначен на должность командира 339-й стрелковой дивизии, которая вскоре принимала участие в ходе контрнаступления под Ростовом-на-Дону, однако в декабре был отстранен от должности. 2 января 1942 года был назначен на должность командира 275-й стрелковой дивизией, которая принимала участие в боевых действиях в ходе Барвенково-Лозовской наступательной и Донбасской оборонительной операций. 20 сентября был ранен, после чего находился на лечении в госпитале. После выздоровления 5 октября вернулся на занимаемую дивизией. 16 января 1943 года после расформирования дивизии был назначен командиром сначала 351-й стрелковой дивизии, а 4 февраля того же года — на должность командира 10-го стрелкового корпуса, сформированного в Кропоткине и вскоре принимавшего участие в боевых действиях во время Краснодарской наступательной операции. 17 марта генерал-майор Пыхтин был снят с занимаемой должности и вскоре последовательно назначался на должности командира 103-й стрелковой, 83-й и 81-й морских стрелковых бригад.
1 августа был назначен на должность командира 257-й стрелковой дивизии, после чего принимал участие в боевых действиях в ходе Донбасской наступательной операции, во время которой дивизия освободила город Артёмово (Донецкая область). В марте 1944 года Пыхтин был отстранён от командования дивизией, после чего был зачислен в распоряжение Военного совета 4-го Украинского фронта.
16 апреля был назначен на должность командира 263-й стрелковой дивизии, принимавшей участие в боевых действиях во время Крымской наступательной операции и освобождении Севастополя, а затем в ходе Шяуляйской, Рижской и Мемельской наступательных операций. За личное мужество и умелое командование дивизией в боях по освобождению Прибалтики генерал-майор Александр Михайлович Пыхтин был награждён орденом Кутузова 2 степени, хотя командир 10-го стрелкового корпуса генерал-майор Неверов, которого поддержал командующий 51-й армией генерал Крейзер, представил А. М. Пыхтина к званию Героя Советского Союза.
В ноябре 1944 года был направлен на учёбу на ускоренный курс при Высшей военной академии имени К. Е. Ворошилова, после окончания которого с декабря того же года состоял в резерве Ставки Верховного Главнокомандования при этой же академии.

### Послевоенная карьера
В августе 1945 года был назначен на должность командира 407-й стрелковой дивизии (Тбилисский военный округ), а в январе 1946 года — на должность заместителя командира 12-го стрелкового корпуса.
Генерал-майор Александр Михайлович Пыхтин в мае 1946 года вышел в запас. Умер 27 апреля 1959 года в Одессе.

## Награды
- Орден Ленина;
- Три ордена Красного Знамени;
- Орден Кутузова 2 степени;
- Орден Отечественной войны 1 степени;
- Медали.